# Charly, Rhône
Charly är en kommun i departementet Rhône i regionen Auvergne-Rhône-Alpes i östra Frankrike. Kommunen ligger i kantonen Irigny som tillhör arrondissementet Lyon. År 2022 hade Charly 4 670 invånare.

## Befolkningsutveckling
Antalet invånare i kommunen Charly
| Referens: INSEE |